# Торопов, Иван Иванович
Иван Иванович То́ропов (1907 — 1977) — советский конструктор авиационного вооружения.

## Биография
Окончил 1-ю Московскую опытную школу (МОНО) и МММИ имени Н. Э. Баумана (1930) по специальности инженер-энергетик. В 1930—1932 годах работал в Ленинграде на строительстве ГЭС.
С 1932 года в ЦАГИ (завод № 32 НИАП), где в 1934 году организовал и возглавил КБ, с 1936 года — начальник КБ Машиностроительного завода МАП. В 1943—1949 годах — начальник ОКБ завода № 43. Во время Великой Отечественной войны руководил созданием прицелов для подвижных пулемётных и пушечных авиационных установок для самолётов Пе-2, Ту-2, Ил-2 и Ил-4.
В 1949—1961 годах — первый директор и главный конструктор Завода опытного вооружения (Завод № 134, ЗОВ, позже МКБ «Вымпел»). Руководил разработкой систем комплексной огневой защиты ПВ-20, ПВ-23, ракеты К-7, К-13 (Р-3С), К-25, Р-13, Р-23, Р-24.
С 1961 года на научно-преподавательской работе в МАИ имени С. Орджоникидзе, профессор (1964).

## Награды и премии
- Сталинская премия второй степени (1950) — за разработку новых образцов вооружения (самолёта-бомбардировщика Ту-4)
- два ордена Ленина
- орден Трудового Красного Знамени
- орден Красной Звезды (04.11.1940) — «за достижения в создании и освоении новых винтов, радиаторов, приборов и агрегатов для Красного Воздушного Флота»
- медали

## Память
27 июля 1999 года Постановлением Правительства Москвы № 686 ГосМКБ «Вымпел» в связи с 50-летием его создания присвоено имя И. И. Торопова — первого главного конструктора.